# Andrena blennospermatis
Andrena blennospermatis är en biart som beskrevs av Thorp 1969. Andrena blennospermatis ingår i släktet sandbin, och familjen grävbin. Inga underarter finns listade i Catalogue of Life.